# 乌尔达
乌尔达，是西班牙卡斯蒂利亚-拉曼恰托莱多省的一个市镇。总面积218平方公里，总人口3022人（2001年），人口密度14人/平方公里。